# Fazenda Santa Clara (Campinas)
A Fazenda Santa Clara, da sesmaria de Alexandre Barbosa de Andrade, em 1890, pertencia ao barão de Anhumas, Manuel Carlos Aranha, com 120 alqueires de terras e 154 mil pés de café.
Em 1914, passou à propriedade de seu filho, Carlos Norberto de Sousa Aranha, cafeicultor, advogado, jornalista, diretor da Companhia Mogiana de Estradas de Ferro, recebedor do Imperador, do título de cavaleiro fidalgo da casa imperial.